# シンガポール島
シンガポール島（シンガポールとう、英語: Singapore Island, マレー語: Pulau Ujong）は、シンガポール共和国のなかで一番大きな島で、本島である。マレー半島の南にあるジョホール海峡を挟んだ対岸にある。マレー半島からは2本の橋（ジョホール・シンガポール・コーズウェイ、マレーシア・シンガポール・セカンドリンク）が架かっており、南部のセントーサ島とも橋で繋がっている。

## 歴史
大日本帝国が昭和期に最も南に獲得した島であることから、昭南島という名称だった時代もある。詳しくは日本占領時期のシンガポールを参照のこと。